# Follis

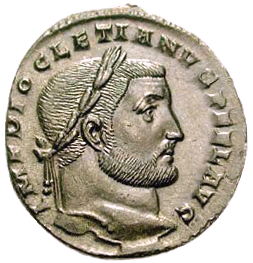
Ein Follis mit dem Abbild des Diokletian, Trier 300/301

Der Follis (Plural: Folles; lateinisch „Geldsack“, „Geldbeutel“) ist in der Numismatik die Bezeichnung für eine römische Münze der Antike.

## Etymologie
Der Numismatiker Karl Christoph Schmieder berichtete 1811 über die Begriffsverwendung, wonach der Follis (auch Phollis, Qories, Scriptius) eine byzantinische Kupfermünze war, welche Konstantin der Große in seiner neuen Residenz um 313 einführte. Der Name soll vom altgriechisch φόλλις ‚phóllis‘ über altgriechisch οβολός ‚obolós‘ (latinisiert Obolus deutsch Obole, kleine athenische Münze im Wert von 13 Pfennig) herrühren, der im Attischen altgriechisch οβολό ‚obolo‘ hieß. Die Araber machten daraus ihren Fils (unter anderem in Marrakesch gegossen), aus dem sich wiederum der Plural „Fulus“ ableitete. In Italien wurden noch im 12. Jahrhundert italienisch follares geprägt.

## Römisches Reich

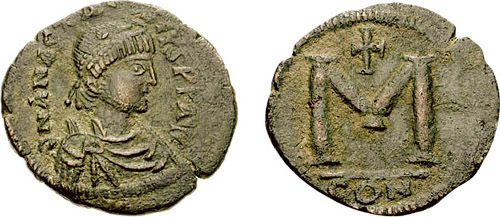
Bronze-Follis Anastasius, Konstantinopel um 500

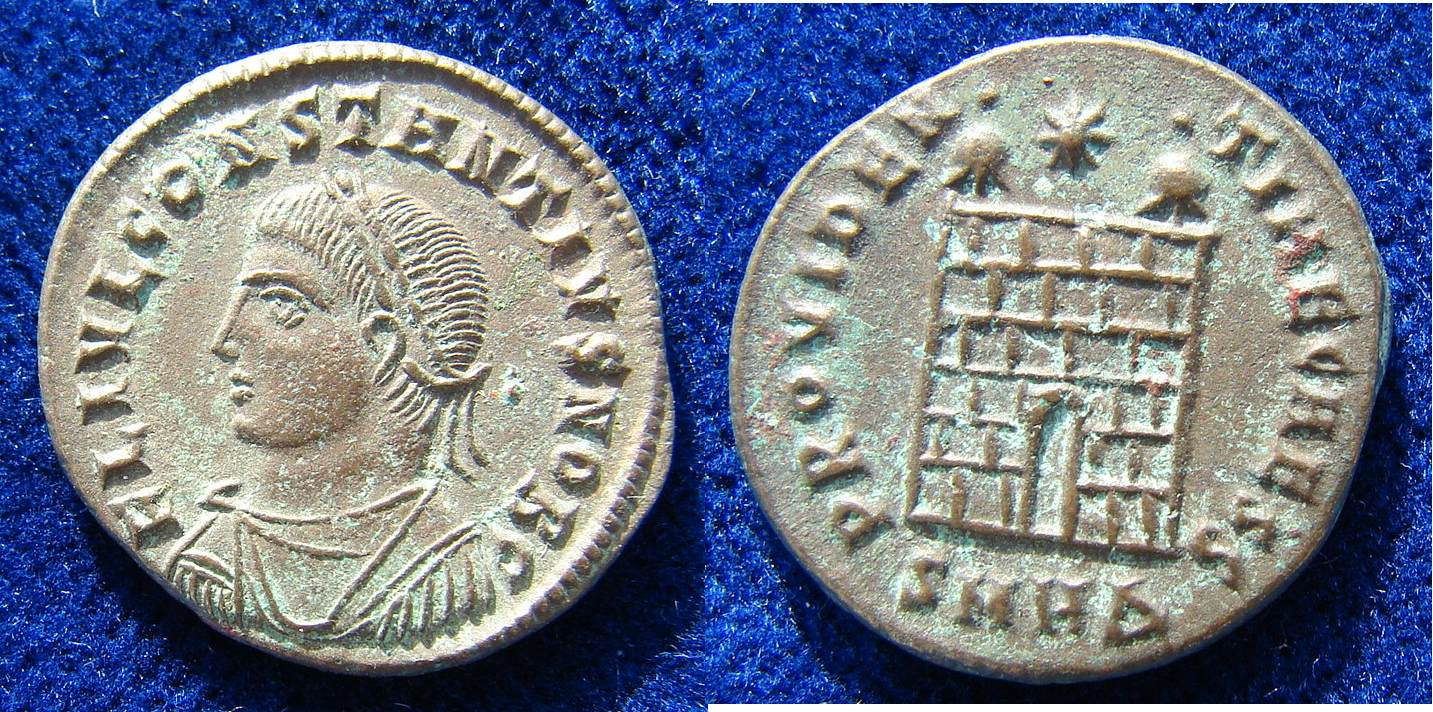
Caesar Constantius II. auf einer Follis AE3 von Heraclea (Kleinasien) aus dem Jahr 325

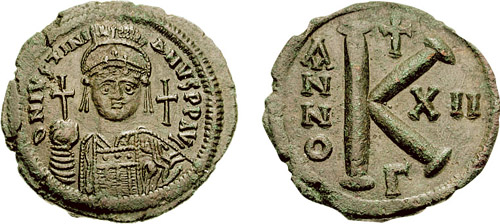
Halbfollis von Justinian I., Konstantinopel 538/539

Der Follis wurde bereits um 294 im Rahmen der Währungsreformen des Diokletian als römische Münze eingeführt, um der Münzverschlechterung und der Inflation entgegenzuwirken; er wurde die wichtigste neue Kupfermünze. Der Name Follis geht vermutlich auf einen Ausdruck für einen versiegelten Beutel zurück, der in der Antike eine bestimmte Anzahl von Münzen für Großkäufe enthielt und somit einen festen Wert hatte. Der antike Name der Münze ist jedoch nicht belegt, der Terminus „Follis“ entstand wesentlich später. Numismatiker gehen davon aus, dass die Münze zunächst Nummus (Plural: „Nummi“) hieß. Bereits der Sesterz wurde öfters als Nummus bezeichnet. Auch als unter Konstantin I. eine Entwertung des Denarius eingetreten war, galt der Nummus als dessen Kupfermünze. Unter Konstantin I. wurden um 330 die Folles abermals neu bewertet, verkleinert und enthielten auch kein Silber mehr. In Griechenland nannte man ihn tetrassaron (altgriechisch τετρασάρον) oder noymmos (altgriechisch νοῦμμος).
Die Follis-Münze zu 1/32 eines römischen Pfundes (lateinisch Libra), also ca. 10 Gramm, wurde aus Bronze geprägt und mit einem dünnen Silberfilm überzogen. Sie besaß einen Durchmesser zwischen 27 und 30 mm und ein Gewicht zwischen 9 und 13 g. Bei Einführung hatte der Follis einen Nominalwert von 12,5 d. c. (lateinisch denarii communes, „Rechnungsdenare“), bei der Währungsreform vom 1. September 301 wurde er auf 25 d. c. aufgewertet.
Um 498 wurden die Folles in der Währungsreform des Anastasius wieder als große Bronzemünze mit der Werteziffer „XL“ eingeführt (1 Follis). In dieser Zeit ist auf der Wertseite („Avers“) der Folles ein großes My (griechisch M) zu sehen. Dieser Buchstabe steht in der griechischen Zahlschrift des milesischen Systems für die Zahl 40 und indiziert den Wert von einem Follis als 40 Nummi. Die weiteren gängigen Nominalwerte sind Halbfollis (gekennzeichnet durch ein großes Kappa; griechisch K), Viertelfolles (gekennzeichnet durch ein großes Iota; griechisch I) und Achtelfolles (gekennzeichnet durch ein großes Epsilon; griechisch Y).
Justinian I. legte nach 527 fest, dass für einen Solidus 210, später nur noch 180 Folles zu zahlen waren, wie Prokopios von Caesarea berichtete.
Unklar ist, wann der Follis aus dem römischen Münzwesen verschwand. Einerseits wird oft vertreten, dass die Maiorina als schwerstes Nominal der Kupfermünzen den Follis bereits 348 ablöste. Flavius Julius Constans ersetzte demnach den Follis bei der Münzreform von 348 durch die Maiorina, eine leicht mit Silber legierte Mittelbronze, und den Centenionalis als Unternominal zur Maiorina mit halber Wertigkeit. Andererseits soll er, wie dargestellt, noch unter Justinian I. in Umlauf gewesen sein.

## Osmanisches Reich
Der Follis wurde auch im Osmanischen Reich unter Süleyman I. (1520–1566) geprägt, hier kam auch die Münzbezeichnung Fils, Fulus oder Fuls vor. Bei den Osmanen hieß er auch türkisch fels („kleine Münze“), direkt von Follis abgeleitet trug er auch die Bezeichnung türkisch pul („kleine Kupfermünze“).